# Alchemilla wichurae
Alchemilla wichurae — вид трав'янистих рослин родини розові (Rosaceae). Назва виду шанує німецького судді нім. Max Wichura (1817–1866).

## Опис
Багаторічна трав'яниста рослина середнього розміру, 20–30 см. Стебла часто фіолетові. Стебла скупо запушені по всьому об'єму або голі в дистальній половині. Листові пластини близько п'яти сантиметрів завширшки, сіро-зелені, голі або з волоссям у складках і на бічних жилках. Квіти маленькі, жовтувато-зелені.

## Поширення
Європа: Велика Британія, Фарерські острови, Фінляндія, Ісландія, Норвегія, Швеція, Росія; південно-східне узбережжя Ґренландії. Населяє вологі трав'янисті схили, луки, чагарники, узбіччя.